# T. J. Price
Timothy Jerrell "T.J." Price (Slidell, Luisiana, 16 de junio de 1993) es un baloncestista estadounidense que actualmente se encuentra sin equipo. Con 1,93 metros de estatura, juega en las posiciones de base o escolta.

## Trayectoria deportiva

### Universidad
Jugó cuatro temporadas con los Hilltoppers de la Universidad de Kentucky Occidental, en las que promedió 14,3 puntos, 4,6 rebotes, 2,5 asistencias y 1,0 robos de balón por partido. Fue incluido en 2013 y 2014 en el segundo mejor quinteto de la Sun Belt Conference, y, tras el cambio de conferencia de su universidad, en el mejor quinteto de la Conference USA en su último año de carrera.

### Profesional
Tras no ser elegido en el Draft de la NBA de 2015, fue invitado por los Chicago Bulls a participar en las Ligas de Verano de la NBA, donde jugó cuatro partidos, en los que promedió 2,2 puntos y 1,0 rebotes. Fichó posteriormente por el Lille MBC de la Pro B francesa, donde jugó una temporada en la que promedió 15,4 puntos y 2,6 rebotes por partido.
Regresó a su país para disputar de nuevo las ligas de verano del 2016, en esta ocasión con los Orlando Magic, pero finalmente firmó contrato con los Erie BayHawks de la D-League, En su primera temporada promedió jugando como titular 14,4 puntos y 3,1 rebotes por encuentro. Continuó en el equipo la temporada siguiente, ya con la nueva denominación de Lakeland Magic.